# 10e étape du Tour de France 1935
Pour un article plus général, voir Tour de France 1935.
La 10e étape du Tour de France 1935 s'est déroulée le dimanche 14 juillet.
Les coureurs relient Digne-les-Bains (Alpes-de-Haute-Provence) à Nice (Alpes-Maritimes), au terme d'un parcours de 156 kilomètres.
Le Belge Jean Aerts gagne l'étape tandis que son compatriote Romain Maes conserve la tête du classement général.

## Parcours

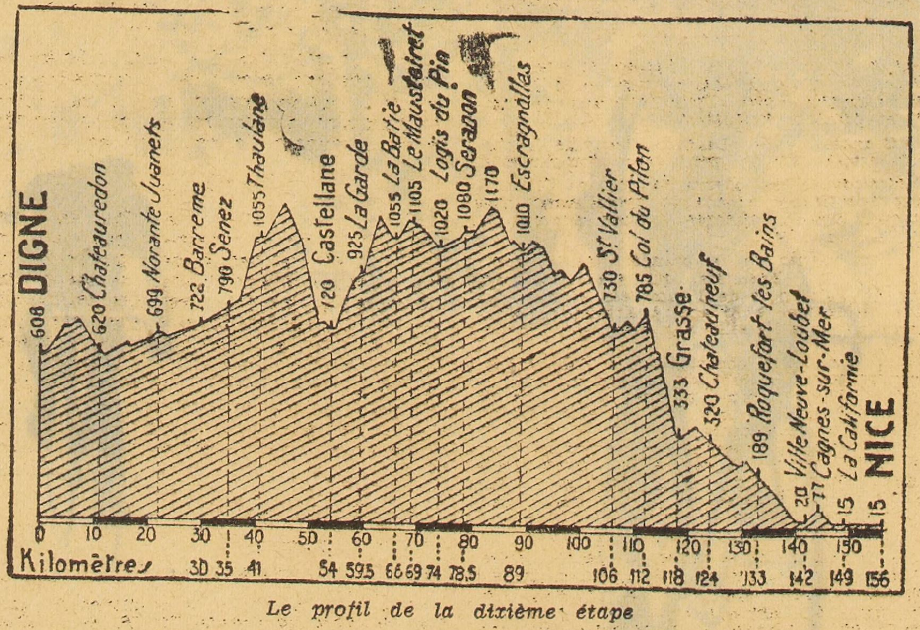
Le profil de la 10e étape publié dans le journal L'Auto du 12 juillet 1935.

## Classements

### Prix du meilleur grimpeur
Aucune ascension de l'étape n'est inscrite au Grand-Prix de la montagne, le classe reste donc inchangé :
| Classement de la montagne | Classement de la montagne | Classement de la montagne | Classement de la montagne | Classement de la montagne |
| Coureur                   | Coureur                   | Pays                      | Équipe                    | Points                    |
| ------------------------- | ------------------------- | ------------------------- | ------------------------- | ------------------------- |
| 1er                       | Félicien Vervaecke        | Belgique                  | Alcyon-Dunlop             | 49 pts                    |
| 2e                        | Francesco Camusso         | Italie                    | Legnano-Wolsit            | 30 pts                    |
| 3e                        | Benoît Faure              | France                    |                           | 28 pts                    |
| 4e                        | Gabriel Ruozzi            | France                    |                           | 27 pts                    |
| 5e                        | René Vietto               | France                    | Helyett-Hutchinson        | 26 pts                    |

### Classement de l'étape
| \| Classement de l'étape \| Classement de l'étape \| Classement de l'étape \| Classement de l'étape \| Classement de l'étape \| \| Coureur \| Coureur \| Pays \| Équipe \| Temps \| \| --------------------- \| --------------------- \| --------------------- \| ------------------------- \| --------------------- \| \| 1er \| Jean Aerts \| Belgique \| Alcyon-Dunlop \| \| \| 2e \| Roger Lapébie \| France \| \| \| \| 3e \| Gabriel Ruozzi \| France \| \| \| \| 4e \| René Le Grevès \| France \| \| \| \| 5e \| Georges Speicher \| France \| \| \| \| 6e \| Ambrogio Morelli \| Italie \| \| \| \| 7e \| Charles Pélissier \| France \| Génial Lucifer-Hutchinson \| \| \| 8e \| Orlando Teani \| Italie \| \| \| \| 9e \| Romain Maes \| Belgique \| Alcyon-Dunlop \| \| \| 10e \| Francesco Camusso \| Italie \| Legnano-Wolsit \| \| |                   |          |                           |       |
| |                   |          |                           |       |
| |                   |          |                           |       |
| Classement de l'étape |                   |          |                           |       |
| Coureur | Coureur           | Pays     | Équipe                    | Temps |
| 1er | Jean Aerts        | Belgique | Alcyon-Dunlop             |       |
| 2e | Roger Lapébie     | France   |                           |       |
| 3e | Gabriel Ruozzi    | France   |                           |       |
| 4e | René Le Grevès    | France   |                           |       |
| 5e | Georges Speicher  | France   |                           |       |
| 6e | Ambrogio Morelli  | Italie   |                           |       |
| 7e | Charles Pélissier | France   | Génial Lucifer-Hutchinson |       |
| 8e | Orlando Teani     | Italie   |                           |       |
| 9e | Romain Maes       | Belgique | Alcyon-Dunlop             |       |
| 10e | Francesco Camusso | Italie   | Legnano-Wolsit            |       |

### Classement général à l'issue de l'étape
| \| Classement général \| Classement général \| Classement général \| Classement général \| Classement général \| \| Coureur \| Coureur \| Pays \| Équipe \| Temps \| \| ------------------ \| ------------------ \| ------------------ \| ------------------ \| ------------------ \| \| 1er \| Romain Maes \| Belgique \| Alcyon-Dunlop \| \| \| 2e \| Francesco Camusso \| Italie \| Legnano-Wolsit \| \| \| 3e \| Georges Speicher \| France \| \| \| \| 4e \| Ambrogio Morelli \| Italie \| \| \| \| 5e \| Jules Lowie \| Belgique \| \| \| \| 6e \| Félicien Vervaecke \| Belgique \| Alcyon-Dunlop \| \| \| 7e \| René Vietto \| France \| Helyett-Hutchinson \| \| \| 8e \| Sylvère Maes \| Belgique \| \| \| \| 9e \| Gabriel Ruozzi \| France \| \| \| \| 10e \| René Bernard \| France \| \| \| |                    |          |                    |       |
| |                    |          |                    |       |
| |                    |          |                    |       |
| Classement général |                    |          |                    |       |
| Coureur | Coureur            | Pays     | Équipe             | Temps |
| 1er | Romain Maes        | Belgique | Alcyon-Dunlop      |       |
| 2e | Francesco Camusso  | Italie   | Legnano-Wolsit     |       |
| 3e | Georges Speicher   | France   |                    |       |
| 4e | Ambrogio Morelli   | Italie   |                    |       |
| 5e | Jules Lowie        | Belgique |                    |       |
| 6e | Félicien Vervaecke | Belgique | Alcyon-Dunlop      |       |
| 7e | René Vietto        | France   | Helyett-Hutchinson |       |
| 8e | Sylvère Maes       | Belgique |                    |       |
| 9e | Gabriel Ruozzi     | France   |                    |       |
| 10e | René Bernard       | France   |                    |       |